# Estrecho de Kurushima
El estrecho de Kurushima (来島海峡 Kurushima-kaikyō?) es un estrecho que se encuentra en la zona central del mar Interior de Seto. Se extiende entre las islas de Shikoku y Oo, en la Ciudad de Imabari. 

## Características
Es conocida como una de las Tres Grandes Corrientes Rápidas de Japón (日本三大急潮 Nihon Sandai-kyūshi'o?) y forma parte del Parque Nacional del Mar Interior de Seto.
Es una zona con muchos islotes, que sumado a la velocidad de las corrientes, la convierte en uno de los estrechos más peligrosos de Japón. Es dividida en las hidrovías de Kurushima-no-Seto (来島ノ瀬戸?), Nishi (西水道 Nishi-suidō?), Naka (中水道 Naka-suidō?) y Higashi (東水道 Higashi-suidō?).
Los barcos de gran porte utilizan las hidrovías Nishi, que se extiende entre las islas Uma (馬島 Uma-shima?) y O (小島 O-shima?); y Naka, que se extiende entre las islas de Uma y Nakato (中渡島 Nakato-shima?). Tiene una regla particular en cuanto al sentido de navegación que la convierte en única en el mundo, por esta razón y para evitar accidentes, cuenta con semáforos que indican el sentido de navegación y con paneles informativos que indican el estado de la navegación.

## Gran Puente del Estrecho de Kurushima
Es un complejo de tres puentes (parte de la Autovía de Nishiseto) que atraviesa el estrecho, numerados del uno al tres, a partir de la cabecera en la Isla Oo. También está habilitado para el tránsito de peatones, ciclistas y motociclistas (aunque para estos últimos es con cargo).